# Dong Ha (ator)
Kim Hyung-gyu (hangul: 김형규; hanja: 金亨奎; rr: Gim Hyeong-gyu; nascido em 24 de janeiro de 1992), mais frequentemente creditado pelo seu nome artístico Dong Ha (hangul: 동하), é um ator sul-coreano. Ele é mais conhecido por seus papéis nas séries de televisão Last (2015) e Good Manager (2017) e no filme Intimate Enemies (2015).

## Filmografia

### Filmes
| Ano  | Título           | Papel      |
| ---- | ---------------- | ---------- |
| 2010 | Beautiful Legacy | Kyung-tae  |
| 2010 | Hero             | Shim Dan   |
| 2015 | Intimate Enemies | Chang-joon |

### Programas de televisão
| Ano  | Título                   | Papel                        | Emissora | Ref.  |
| ---- | ------------------------ | ---------------------------- | -------- | ----- |
| 2009 | The Accidental Couple    | Kim Suk-hyun                 | KBS2     |       |
| 2013 | Empire of Gold           | Choi Yong-jae                | SBS      |       |
| 2014 | Three Days               | Killer Yo-han                | SBS      | [ 1 ] |
| 2014 | Glorious Day             | Seo In-woo                   | SBS      |       |
| 2015 | My Heart Twinkle Twinkle | Sun-ho                       | SBS      | [ 2 ] |
| 2015 | Beloved Eun-dong         | Versão jovem de Lee Hyun-bal | jTBC     |       |
| 2015 | Last                     | Samagwui                     | jTBC     |       |
| 2015 | Glamorous Temptation     | Shin Bum-soo                 | MBC      | [ 3 ] |
| 2016 | Beautiful Mind           | Yang Sung-eun                | KBS2     |       |
| 2017 | Good Manager             | Park Myung-seok              | KBS2     |       |
| 2017 | Suspicious Partner       | Hyun-soo                     | SBS      | [ 4 ] |
| 2017 | Nothing To Lose          | Do Han-joon                  | SBS      |       |

### Teatro
| Ano  | Título                      | Papel         |
| ---- | --------------------------- | ------------- |
| 2013 | Bring Me My Chariot of Fire | Yang Nam-sung |

## Prêmios e indicações
| Ano  | Premiação             | Categoria            | Recipiente | Resultado |
| ---- | --------------------- | -------------------- | ---------- | --------- |
| 2011 | 6th Asia Model Awards | BBF New Actor Awards | —          | Venceu    |